# Gymnogobius
Gymnogobius és un gènere de peixos de la família dels gòbids i de l'ordre dels perciformes.

## Taxonomia
- Gymnogobius breunigii (Steindachner, 1879)
- Gymnogobius bungei (Schmidt, 1931)
- Gymnogobius isaza (Tanaka, 1916)[2]
- Gymnogobius laevis (Steindachner, 1879)
- Gymnogobius mororanus (Jordan & Snyder, 1901)[3]
- Gymnogobius nigrimembranis (Wu & Wang, 1931)[4]
- Gymnogobius nigripinnis (Wang & Wang, 1935)
- Gymnogobius opperiens (Stevenson, 2002)
- Gymnogobius petschiliensis (Rendahl, 1924)
- Gymnogobius taranetzi (Pinchuk, 1978)[5]
- Gymnogobius uchidai (Takagi, 1957)
- Gymnogobius urotaenia (Hilgendorf, 1879)
- Gymnogobius zhoushanensis (Wu & Zhong, 2007)[6][7][8][9][10][11][12]